# 우블리에트

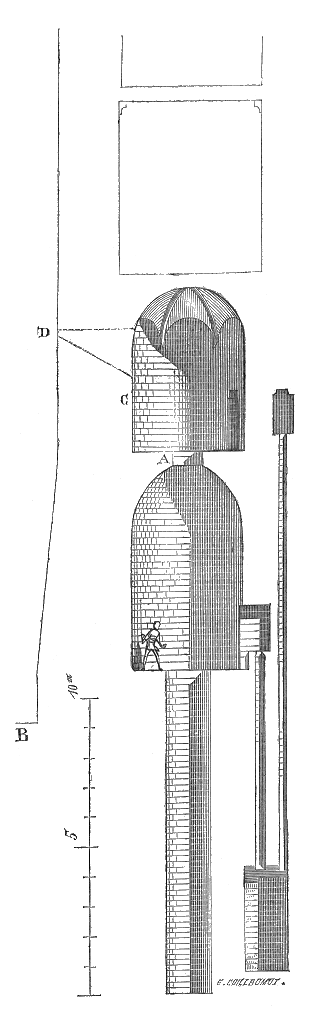

우블리에트(프랑스어: Oubliette)는 성관 등의 지하 깊숙한 곳에 건설된 구조물이다. 높은 천장 위에 달린 개구멍 또는 다락문(앙스틀로흐)을 통해서만 드나들 수 있는 구조로 되어 있었다. 프랑스어로 “망각하다”라는 말에서 비롯되었으며, 무언가를 여기에 처넣고 잊어버린다는 뜻이다. 우블리에트에 수감된 사람은 며칠 안에 탈수로 죽게 된다. 일종의 독방형이며, 일반 감옥에 비해 빨리 옥사시킬 목적으로 집어넣는 것이다.

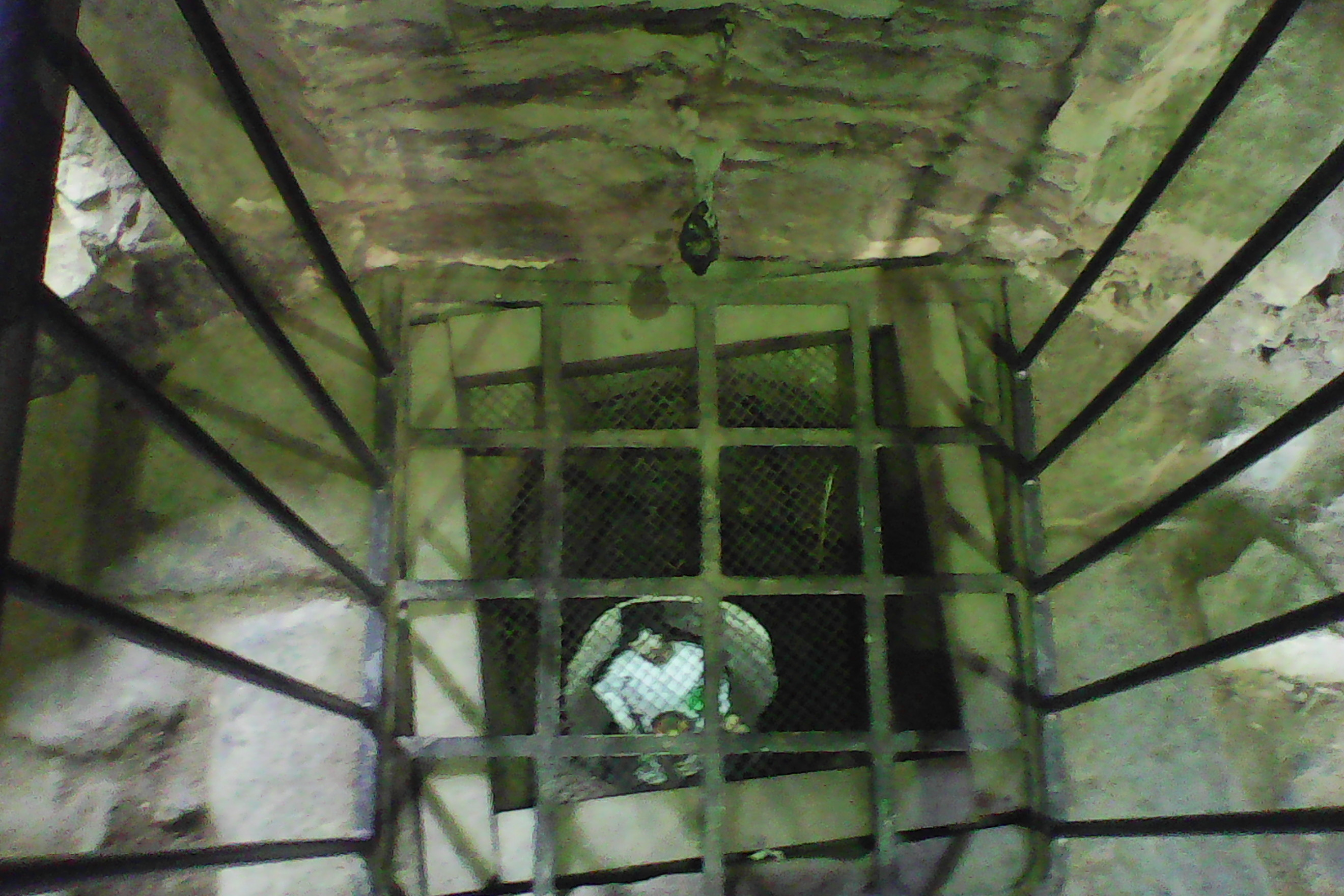
앙스틀로흐에서 내려다본 우블리에트. 브르타뉴 포르 라 라트 소재.

던전(dungeon)이라고도 알려져 있지만 사실 던전은 성관에서 가장 높은 건물인 아성을 의미하는 프랑스어 동종(Donjon)의 영어 발음으로, 학술적으로는 우블리에트 같은 지하공간을 의미하지 않는다. 대중적으로만 사용되는 일종의 거짓짝이다.
중세 성관건축의 필수요소처럼 생각되지만, 고문장소 같은 것으로 굳어진 것은 르네상스 시대 이후의 일이다. 우블리에트라는 낱말은 1374년 프랑스에서 처음 발견되며, 영어권에서는 월터 스콧의 역사소설 『아이반호』(1819년)에서 처음 외래어로서 사용했다.

## 같이 보기
- 아성